# Norra Vedbo härad
Norra Vedbo härad var ett härad i Jönköpings län i norra Småland på gränsen mot Östergötland, i smålandet Vedbo. Häradet motsvarar idag delar av Tranås kommun och Aneby kommun. Häradets areal uppgick till 983 km², varav land 906. 1930 fanns här 14 490 invånare.  Tingsställe var tidigt i Säthälla söder om Tranås. Från 1757 fram till 1910 låg tingsstället i Hullaryd, varefter det flyttades till det nya tingshuset i Tranås. 

## Socknar
Häradet omfattade elva socknar.
I Aneby kommun
- Lommaryd
- Bälaryd
- Askeryd med en del före 1877 i Ydre härad
- Marbäck
- Frinnaryd
- Haurida
- Vireda
- Bredestad

I Tranås kommun
- Adelöv
- Linderås
- Säby

Tranås stad som bildades 1919 tillhörde judiciellt detta härads tingslag

## Län, fögderier, tingslag, domsagor och tingsrätter
Socknarna ingick och ingår i Jönköpings län. Församlingarna tillhör(de) Linköpings stift.
Häradets socknar hörde till följande fögderier:
- 1720-1945 Norra och Södra Vedbo fögderi
- 1946-1951 Eksjö fögderi (för Askeryds socken)
- 1946-1990 Tranås fögderi (från 1952 för Askeryds socken)

Häradets socknar tillhörde följande tingslag, domsagor och tingsrätter:
- 1680-1947 Norra Vedbo tingslag i 
  - 1680-1799 Södra Vedbo, Norra Vedbo och Vista häraders domsaga
  - 1799-1947 Norra och Södra Vedbo domsaga
- 1948-1970 Norra och Södra Vedbo domsagas tingslag i Norra och Södra Vedbo domsaga

- 1971- Eksjö tingsrätt och domsaga

## Häradshövdingar
| Ämbetstid | Namn                             | Levnadstid |
| --------- | -------------------------------- | ---------- |
| 1352      | Jon Knutsson (Aspenäsätten)      |            |
| 1354–1356 | Peder Ragvaldsson                |            |
| 1398–1406 | Mats Gustavsson (sparre)         | –1419      |
| 1421–1439 | Filip Bonde                      |            |
| 1461–1474 | Magnus Bonde                     |            |
| 1523–     | Måns Påvelsson                   |            |
| 1534–1547 | Esbjörn Torkilsson (Bock af Näs) | –1556      |
| 1551      | Erik Månsson (Ulfsparre)         |            |
| 1553–1557 | Germund Svensson (Somme)         | –1560      |
| 1570–1583 | Lars (Jönsson) Toprider          |            |
| 1585–1592 | Håkan Knutsson (Hand)            |            |
| 1595–1609 | Tönne Jöransson (Gyllenmåne)     |            |
| 1614–1620 | Otto von Scheiding               |            |
| 1620–1627 | Lars Skytte                      |            |

För häradshövdingar efter 1680 se respektive domsaga